# 王术
王術（1462年—？），字用仁，浙江寧波府慈谿縣人，民籍，明朝政治人物。

## 生平
成化二十二年（1486年）丙午科浙江鄉試第七十六名舉人。成化二十三年（1487年）中式丁未科會試第九十二名，三甲第九十七名進士。1492年接替白质任嘉定县知县一职，1496年由孙玺接任。

## 家族
曾祖王青；祖父王鎰；父王洪，母羅氏。具庆下。